# Summit Hill (Pennsylvanie)
Summit Hill est un borough situé au sud-ouest du comté de Carbon, en Pennsylvanie, aux États-Unis,. En 2010, il comptait une population de 3 034 habitants. Il est incorporé le 14 janvier 1880.

## Démographie
Lors du recensement de 2010, le borough comptait une population de 3 034 habitants. Elle est estimée, en 2017, à 2 928 habitants.

### Source de la traduction
- (en) Cet article est partiellement ou en totalité issu de l’article de Wikipédia en anglais intitulé « Summit Hill, Pennsylvania » (voir la liste des auteurs).